# Púzdrino
Púzdrino (en rus: Пуздрино) és un poble del krai de Perm, a Rússia, que en el cens del 2010 tenia 113 habitants.